# Leśna Podlaska
Leśna Podlaska – wieś (dawniej miasto) w Polsce położona w województwie lubelskim, w powiecie bialskim, w gminie Leśna Podlaska. Leży 15 km na północny zachód od Białej Podlaskiej, nad rzeczką Klukówką, dopływem Krzny. Do 8 czerwca 1927 miejscowość nosiła nazwę Leśna.
| SIMC    | Nazwa       | Rodzaj    |
| ------- | ----------- | --------- |
| 1022080 | Kurniki     | część wsi |
| 1022162 | Wojciechowo | część wsi |

Leśna własność paulinów z Leśnej położona była w 1795 roku w ziemi mielnickiej województwa podlaskiego. Prawa miejskie magdeburskie August II Mocny nadał Leśnej w 1713 roku. Zdegradowana w 1776 roku. W latach 1933–1952 miejscowość była siedzibą gminy Witulin. W latach 1954–1972 wieś należała i była siedzibą władz gromady Leśna Podlaska. W latach 1975–1998 miejscowość administracyjnie należała do województwa bialskopodlaskiego.
Wieś jest sołectwem, siedzibą gminy Leśna Podlaska. Według Narodowego Spisu Powszechnego z roku 2011 wieś liczyła 983 mieszkańców.
W Leśnej Podlaskiej znajduje się siedziba rzymskokatolickiej parafii Narodzenia NMP z Bazyliką św. Piotra i św. Pawła – sanktuarium maryjnym, prowadzonym (do 1864 i od 19 maja 1919) przez paulinów. W latach 1884–1915 kościół odebrany paulinom był jedną z cerkwi monasteru Narodzenia Matki Bożej – jednego z ważniejszych monasterów żeńskich w Imperium Rosyjskim. Wtedy też miała miejsce jego przebudowa w duchu prawosławnym, natomiast obraz Matki Boskiej w 1865 r. wywieziono do sióstr benedyktynek klauzurowych w Łomży.
Obok kościoła znajduje się Kaplica Zjawienia z lat 1718–1720, a także tzw. dąb miłości, pod którym w czasach zaboru rosyjskiego udzielano potajemnie ślubów katolickich.
W miejscowości znajdował się przystanek kolejowy Bialskiej Kolei Dojazdowej Leśna Podlaska.
Tradycje szkolnictwa w Leśnej Podlaskiej sięgają czasów zaborów i obecności monastyru – mniszki prowadziły seminarium nauczycielskie i szkołę rolniczą (a także sierociniec i szpital). Po ich odejściu działało tu Państwowe Seminarium Nauczycielskie. Po wojnie, do roku 1970 funkcjonowało tu Liceum Pedagogiczne, a do 1971 Zasadnicza Szkoła Rachunkowości Rolnej. Następnie funkcjonowały tu różne szkoły średnie związane z gospodarką rolną (m.in. zasadnicze szkoły – rolnicza i ogrodnicza; technika – Rolnicze, Ochrony Roślin, Hodowlane, Ogrodnicze, Technologii Żywności; Liceum Agrobiznesu), a od roku 2000 także Zamiejscowy Wydział Rolniczy Szkoły Głównej Gospodarstwa Wiejskiego. Obecnie (2024) funkcjonuje tu Zespół Szkół Centrum Kształcenia Rolniczego im. Wincentego Witosa prowadzący technikum, zasadniczą szkołę zawodową, szkołę policealną oraz Rolnicze Centrum Kształcenia Ustawicznego.
Na terenie kompleksu szkolnego znajduje się zabytkowy drewniany dom zwany „domem Ksieni”. Jest to XIX-wieczny budynek w stylu rosyjskiego budownictwa ludowego. W przeszłości służył szkole do celów dydaktycznych i mieszkalnych, jednak przez wiele lat był nieużytkowany. W październiku 2024 zakończył się remont obiektu, który zyskał funkcję wystawienniczą – powstała tu izba tradycji, w której gromadzone są pamiątki związane z Leśną Podlaską, ze szczególnym uwzględnieniem historii tutejszej działalności edukacyjnej. W maju 2025 nastąpiło uroczyste otwarcie wystawy.
Na terenie zielonym kompleksu można zobaczyć kamień pamiątkowy rocznicy odzyskania niepodległości z 1934 roku i płaskorzeźbę przedstawiającą patrona szkoły, Wincentego Witosa, autorstwa Jacka Spisackiego.
Prawosławni mieszkańcy wsi należą do parafii św. Michała Archanioła w Nosowie.

## Sport
We wsi działa powstały w 1980 roku Gminny Ludowy Klub Sportowo-Turystyczny Agrosport Leśna Podlaska, który w sezonie 2020/2021 występował w bialskiej klasie A.